# Pseudostigma accedens
Pseudostigma accedens – gatunek ważki z rodziny łątkowatych (Coenagrionidae). Występuje w Ameryce Łacińskiej – stwierdzony w Meksyku, Belize, Hondurasie, Panamie i Kolumbii.